# رود پرتنا
رود پرتنا (انگلیسی: Peretna) یک رودخانه در استان نووگورود کشور روسیه است.